# Jean-Paul Ier
Pour les articles homonymes, voir Jean-Paul et Luciani.
Albino Luciani, né le 17 octobre 1912 à Canale d'Agordo en Italie et mort le 28 septembre 1978 au Vatican, est le 263e pape de l’Église catholique, élu le 26 août 1978 sous le nom de Jean-Paul Ier (en latin Ioannes Paulus I, en italien Giovanni Paolo I). Son pontificat ne dure que 33 jours, ce qui en fait le plus court du XXe siècle et l'un des plus brefs de l'histoire de la papauté.
En Italie, il est surnommé il Papa del sorriso (« le pape du sourire » ou « le pape au sourire ») et il sorriso di Dio (« le sourire de Dieu »). Albino Luciani est à ce jour le dernier pape italien, ses quatre successeurs étant de nationalités polonaise pour Jean-Paul II, allemande pour Benoît XVI, argentine pour François et américano-péruvienne pour Léon XIV.
Alors qu’il est reconnu vénérable par l'Église catholique en 2017, il est proclamé  bienheureux par le pape François le 4 septembre 2022 et est fêté le 26 août, date de son élection au trône de saint Pierre.

## Jeunesse et famille

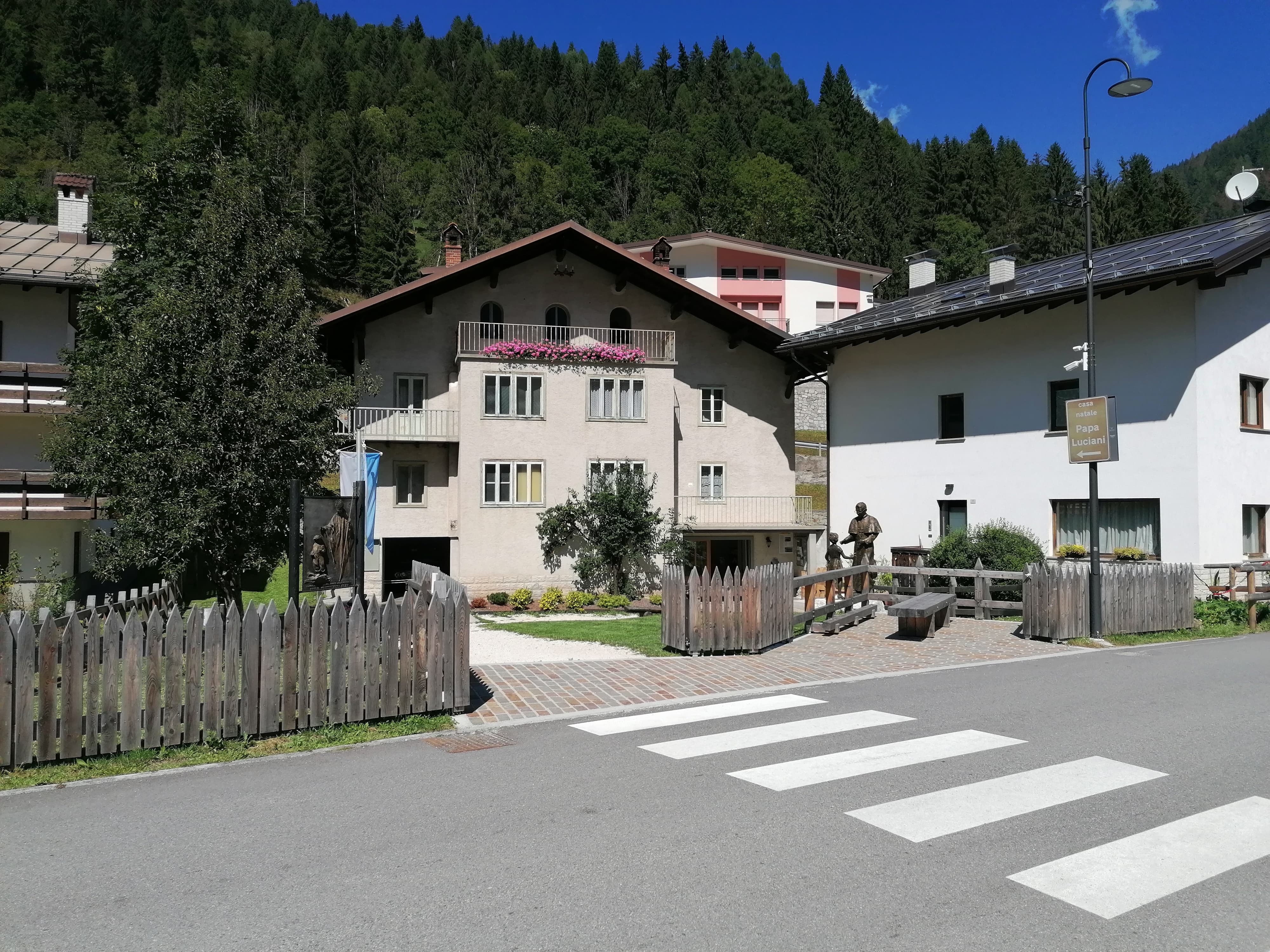
La maison où est né Jean-Paul Ier à Canale d'Agordo.

Albino Luciani naît dans une famille très modeste dans une région montagneuse de l'Italie du nord — région qui donna six papes à l'Église catholique au XXe siècle. Son père, Giovanni Luciani, fut travailleur saisonnier puis maçon, de tendance socialiste anticléricale. Sa mère, Bortola Tancon, était en revanche une fervente catholique qui travailla à la plonge à l'asile Saints-Jean-et-Paul de Venise.
Sa mère encourage la vocation précoce de son fils. Celui-ci entre au petit séminaire de Feltre, puis au grand séminaire de Belluno. Brillant élève, il rejoint ensuite à Rome l'université pontificale grégorienne. Il y obtient un doctorat de théologie, intitulé « l'origine de l'âme dans la pensée de Rosmini ».
Il a deux frères et une sœur : Federico, mort à l'âge d'un an, Edoardo (1917-2008) qui épouse Antonietta Marinelli dont il aura neuf enfants, et Nina qui épouse Ettore Petri dont elle aura deux enfants.

## Sacerdoce
Albino Luciani est ordonné prêtre le 7 juillet 1935, et nommé vicaire dans sa ville natale. Il enseigne à l'Institut technique minier, puis au grand séminaire de Belluno, dont il prend en charge la chaire de théologie dogmatique. Il en devient vice-directeur en 1937.

## Épiscopat
Luciani est consacré évêque de Vittorio Veneto par Jean XXIII - qui avait été patriarche de Venise - le 27 décembre 1958 (il est l'un des premiers évêques du pontificat de Jean XXIII). En août 1962, il est confronté à un scandale immobilier dans son diocèse : deux prêtres spéculent avec l'aumône des paroissiens. L'évêque refuse de les couvrir, rembourse toutes les victimes en vendant un bâtiment et des trésors ecclésiastiques. Il participe au concile Vatican II.

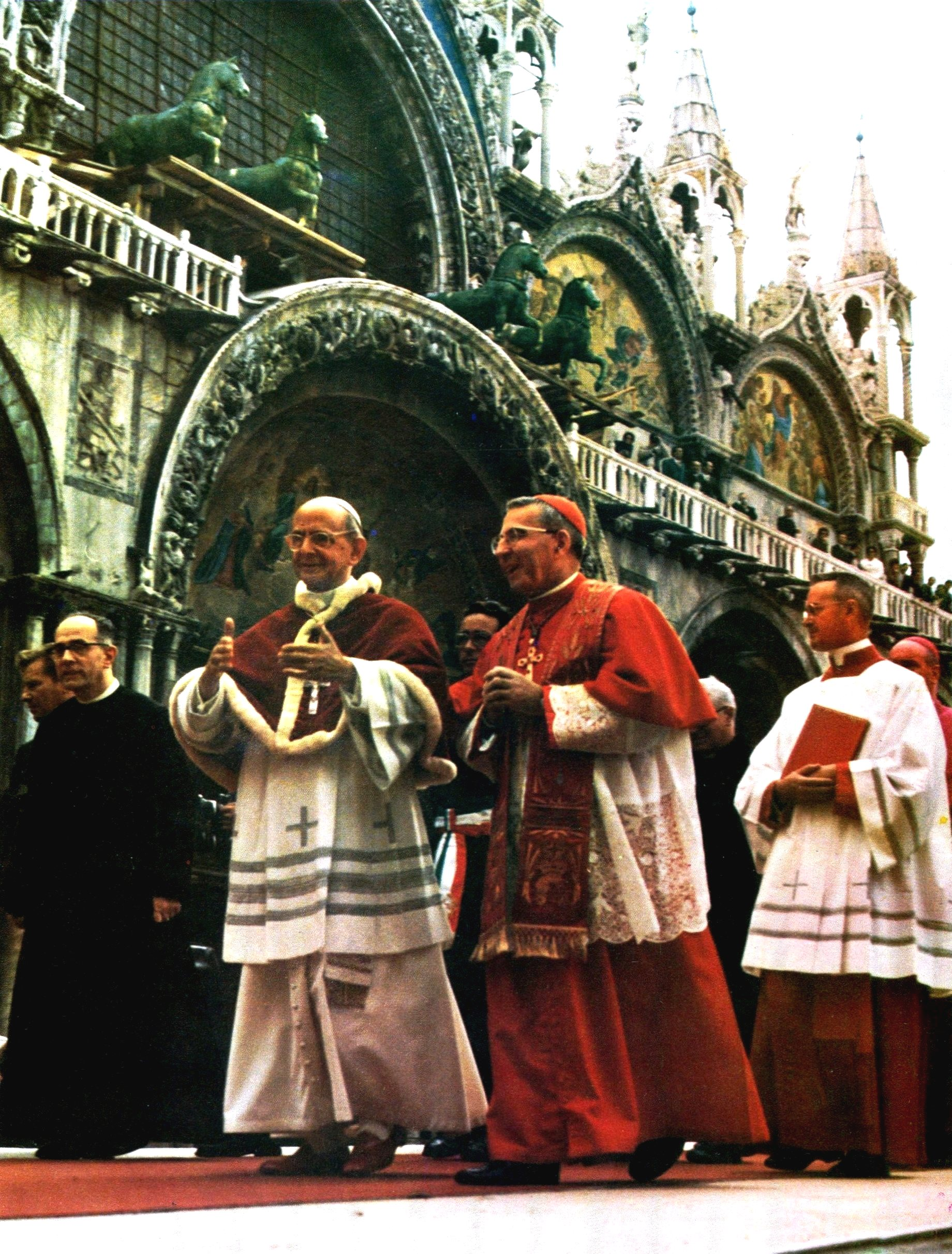
Paul VI et Albino Luciani à Venise en 1972.

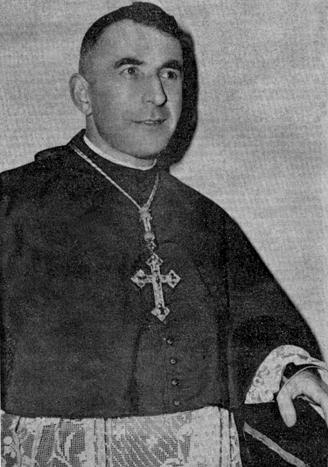
Albino Luciani en 1958.

Entre 1967 et 1969, il affronta le schisme de Montaner : presque tous les habitants de Montaner, un hameau de la commune de Sarmede, ont abjuré le catholicisme et embrassé la religion orthodoxe, en raison de sérieux désaccords avec Albino Luciani. Par contre, la communauté orthodoxe de Montaner rencontra quelques problèmes d'identité, parce que sa fondation fut causée plus par le désaccord avec Albino Luciani que par une véritable identité orthodoxe.
Le 15 décembre 1969, il devient patriarche de Venise. Trois ans plus tard, il prend la vice-présidence de la conférence épiscopale italienne. En 1972, lors d'une visite à Venise, Paul VI remet au patriarche son étole papale (signe qu'il va bientôt l'élever au cardinalat). Il est effectivement élevé à la pourpre cardinalice en mars 1973, par Paul VI.

## Pape de l’Église catholique

### Conclave d'août 1978 et élection

Le nouveau pape au balcon après l'annonce de son élection.

Albino Luciani est élu pape le 26 août 1978, dès le premier jour du scrutin. Lorsque s’ouvre le conclave de 1978 destiné à élire le successeur de Paul VI, deux camps sont en présence : les conservateurs menés par l’archevêque de Gênes, le cardinal Giuseppe Siri, et les libéraux représentés par l’archevêque de Florence, le cardinal Giovanni Benelli. Ces derniers reporteront ensuite leurs suffrages sur le cardinal Sergio Pignedoli.
Luciani est élu au quatrième tour de scrutin, obtenant entre 99 et 107 voix sur 110 votants. Il n'était pas parmi les favoris, et semble avoir été choisi à l'issue d'un vote de compromis entre les différentes tendances. Il prononce les mots « tempestas magna est super me » (« une grande tempête est sur moi »).

### «Pape au sourire»
À l'âge de 65 ans, il prend le nom de règne de Jean-Paul Ier (Ioannes Paulus I), en hommage à ses deux prédécesseurs immédiats Jean XXIII et Paul VI, ainsi que par allusion à la basilique San Zanipolo (« Saints-Jean-et-Paul »), où reposent un grand nombre de doges de Venise et où travaillait sa mère. Ce choix est fait à la surprise générale : il faut remonter au Xe siècle pour trouver un pape « inaugurant » un nouveau nom de règne. De plus, jamais un nom composé n'avait encore été utilisé.
Le nom italien est Giovanni Paolo, sans trait d'union, et dans sa version française Jean Paul comme Jean-Paul ont été utilisés dans un premier temps par la presse, qui adopta ensuite l'usage français du trait d'union, comme l'a fait le site du Vatican sur les pages en français.

### Innovations introduites
Dès son avènement, Jean-Paul Ier s’efforce d’humaniser la charge pontificale : en s'exprimant à la première personne, abandonnant ainsi dans la pratique courante le nous de majesté pour s'autodésigner, comme cela était la tradition pour les papes. De même il refusa de paraître sur la sedia gestatoria (il y est cependant contraint par son entourage, afin de pouvoir être vu par la foule) et refusant, le jour de son intronisation, de coiffer la tiare, à laquelle il préfère une simple mitre d’évêque et la remise du pallium.
Il fut le premier pape à parler de lui-même en termes humains, et n'a pas hésité à parler de sa personnalité, l'humilité et la timidité de son caractère, rappelant publiquement le moment où, encore patriarche de Venise, le pape Paul VI avait placé sur ses épaules son étole, le rendant « rouge de honte », ainsi que la peur qu'il éprouva le jour de son élection.

### Pensée et style

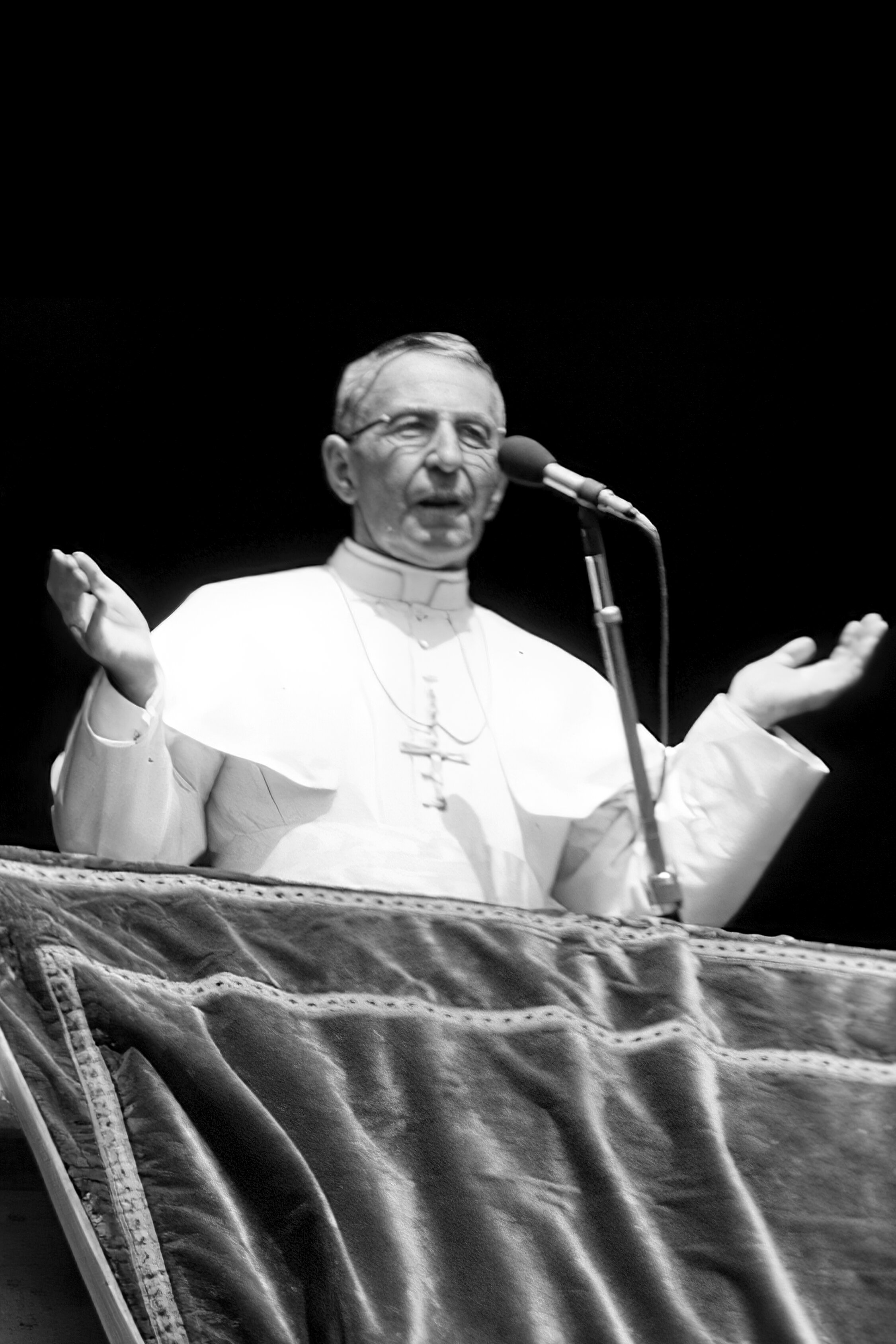
Jean Paul Ier à la fenêtre du palais apostolique.

Sur le plan doctrinal, il reprend les positions prises par Paul VI dans l’encyclique Humanae vitae et confirmant l’opposition de l’Église catholique à l’avortement et à la contraception[réf. nécessaire].
Informé de suppositions d'actes répréhensibles à la Banque du Vatican, Jean-Paul Ier demande à Jean-Marie Villot, le cardinal secrétaire d'État et chef de la curie papale, de mener une enquête de fond.
Il est immédiatement aimé des catholiques, touchés par sa simplicité, qui le surnomment « le pape au sourire ». Son bref règne ne lui permet cependant pas de mener à terme d'actions de grande ampleur.
Très sensible à la question de la pauvreté, en particulier au Sud du globe, il met l'accent sur l'opulence du monde. Sur la question sociale, il parle de l'importance de donner un « salaire équitable » aux travailleurs. Les quatre seules audiences générales de son pontificat dressent le sens de son message pastoral. Durant la première, consacrée à l'humilité, le pape appelle un enfant de chœur à comprendre le sens et l'importance de l'humilité. La seconde est dédiée à la foi, et en cette occasion spéciale, Jean-Paul Ier lit un poème de Trilussa. La troisième est consacrée à l'espérance, et le pape cite saint Thomas d'Aquin. Dans la quatrième et dernière audience, la veille de sa mort, il parle de la charité et cite quelques passages de Populorum Progressio (l'encyclique de Paul VI). Au début de cette dernière audience, la foule l'acclame et lui souhaite longue vie,,.

### Mort, funérailles et théories
Jean-Paul Ier meurt dans la nuit du 28 septembre 1978 d'un supposé infarctus, à l’âge de 65 ans. Son corps est retrouvé à 5 h 10 du matin par la sœur Vincenza Taffarel. Il se levait à 5 h et la sœur déposait une tasse de café devant la porte de sa chambre. En constatant dix minutes plus tard que la tasse intacte était toujours là, elle appelle le pape et entre dans sa chambre : assis sur son lit, la lampe de chevet allumée, il porte ses lunettes de lecture et tient quelques feuillets dans ses mains.
Dans une biographie publiée en 2012, Marco Roncalli indique que lors de son élection, le 27 août 1978, Jean-Paul Ier était déjà très malade. Tuberculeux dans sa jeunesse, il est traité pour hypertension artérielle depuis des années. Il suivait un régime de vie très strict, et le 27 septembre en audience générale devant des malades, infirmières et médecins, il révèle qu'il a été hospitalisé huit fois et subi quatre opérations chirurgicales.
Deux jours avant sa mort, son infirmière note que les mains du pape sont enflées, et le pape répond que ses pieds aussi, mais qu'il est inutile d'appeler son médecin qui l'a déjà examiné peu de temps auparavant. La veille au soir, il souffre d'une oppression et son infirmière lui administre un remède par voie sublinguale (probablement trinitrine), elle le quitte à 22 heures en lui demandant de sonner en cas de problème. Lorsqu'il est retrouvé mort au matin, le médecin archiatre constate que le corps est froid en présentant un début de rigidité cadavérique, il certifie une mort subite par infarctus du myocarde survenue vers 23 heures, l'autopsie n'étant pas nécessaire. Selon Roncalli « le pape est mort seul, à cause du poids de sa charge et de ses scrupules à déranger son entourage ».
Inhumé le 4 octobre, Jean-Paul Ier repose dans la crypte de Saint-Pierre de Rome. Sa tombe consiste en un sarcophage rectangulaire en marbre veiné de gris, flanqué de deux petites colonnes précédées de deux anges ailés (œuvres d'Andrea Bregno issues du tabernacle de la Sainte Lance). Le conclave à l'issue duquel sera désigné son successeur s'ouvre le 14 octobre 1978.

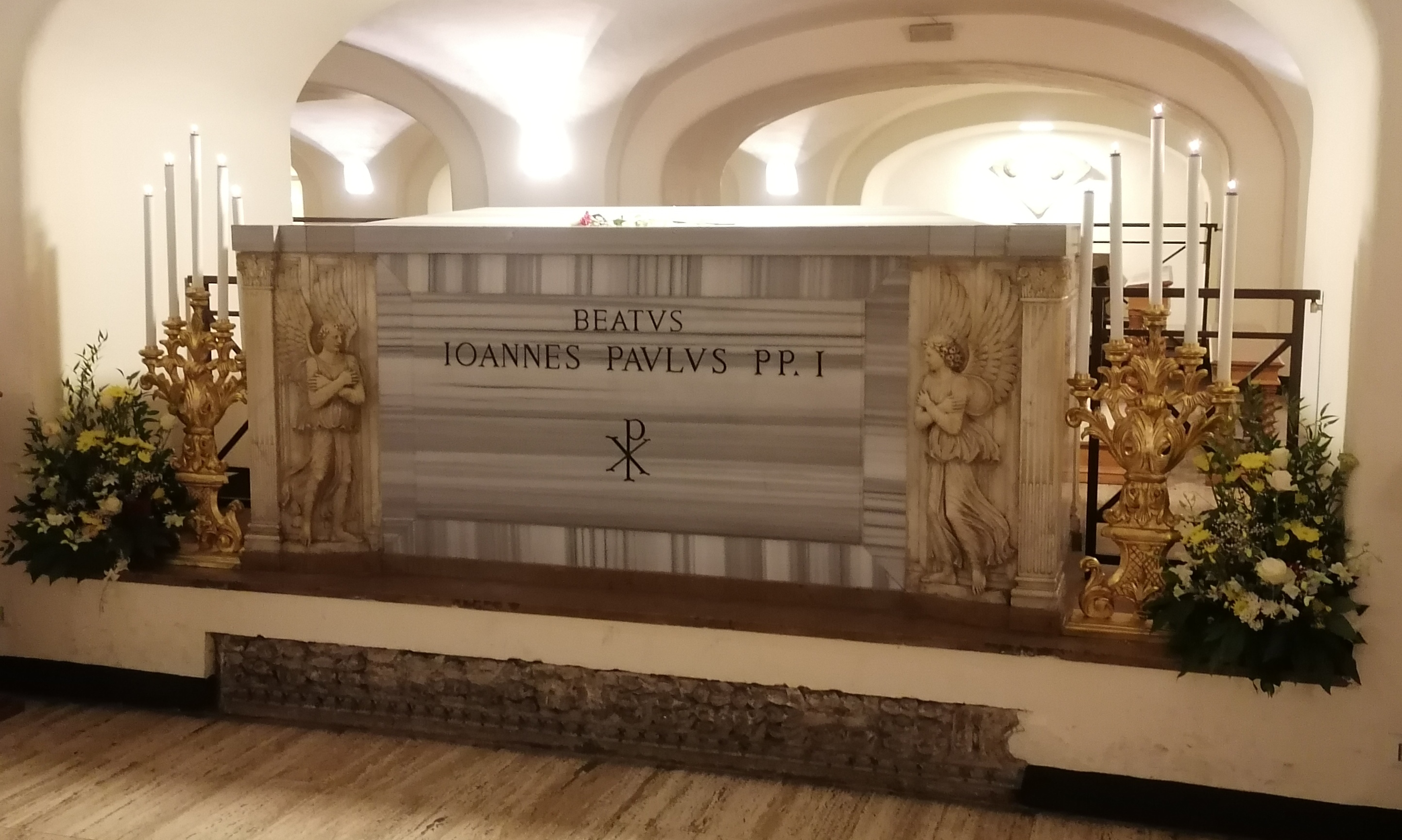
Tombe de Jean-Paul Ier depuis sa béatification.

Des rumeurs commencent à circuler dès l'annonce de sa mort, amplifiées par le fait que le corps du défunt pape ne sera jamais autopsié.
Ainsi, dans un ouvrage polémique (Au nom de Dieu, Bourgois, 1984), David Yallop prétend que le pape aurait été empoisonné sur ordre du cardinal Villot et de Paul Marcinkus. On aurait retrouvé dans ses papiers le texte de la destitution de Villot, qui n'attendait que sa signature. Ces rumeurs ne reposent sur aucun fait concret prouvé.
Une première libre évocation cinématographique de cette théorie est tournée en 1982, Meurtre au Vatican de Marcello Aliprandi, avec Terence Stamp dans le rôle du pape fictif « Jean-Clément Ier », empoisonné à peine quelques jours après son élection. Une version analogue apparaît également dans le film Le Parrain III, dont une partie du scénario lie également la mort du pape en 1978 au scandale de la Banque Ambrosiano. Le décès soudain de Jean-Paul Ier est également évoqué dans la série The New Pope (ép. 2), en analogie avec la disparition soudaine et similaire du pape fictif François II, fraichement élu.
Les services secrets, et des organisations criminelles comme la Loge P2 ou la mafia, sont également mis en cause par certaines rumeurs,,.

## Béatification

### Reconnaissance des vertus
Après sa mort, des fidèles catholiques ayant gardé un bon souvenir du pape défunt ont demandé par l'intermédiaire d'une pétition signée par des évêques brésiliens en 1990 l'ouverture de la cause de béatification d'Albino Luciani.
Le 23 novembre 2003, le procès en béatification est ouvert dans la cathédrale de Belluno. La procédure diocésaine est close le 10 novembre 2006. Le 27 juin 2008, la Congrégation pour les causes des saints publie le décret de validité du procès diocésain.
La bibliographie en forme de dossiers pour cette béatification a été livrée entre les mains du préfet de la Congrégation pour la Cause des Saints, Angelo Amato par Enrico dal Covolo le 17 octobre 2012, anniversaire de sa naissance, afin d'examiner la cause pour que Jean-Paul Ier soit ou non déclaré vénérable,. Après une pause en avril 2015, sa béatification a été relancée en juillet 2016 par le cardinal Beniamino Stella,.
Le 26 août 2016, un musée en son honneur est inauguré dans sa ville natale de Canale d'Agordo pour les 38 ans de son élection. À l'occasion de l'inauguration, la messe est célébrée par le cardinal Pietro Parolin.
François a reconnu le 9 novembre 2017 les vertus héroïques de Jean-Paul Ier, le déclarant ainsi vénérable.

### Reconnaissance d'un miracle
Le 13 octobre 2021, François reconnaît le caractère miraculeux de la guérison d'une fillette argentine de 11 ans en 2011 attribuée à l'intercession de Jean-Paul Ier, et signe le décret permettant sa béatification.
Il est solennellement déclaré bienheureux par le pape, le 4 septembre 2022, lors d'une messe célébrée sur la place Saint-Pierre au Vatican.
Pour pouvoir être canonisé, et entrer alors officiellement au catalogue des saints, il faudra alors qu'un deuxième miracle soit reconnu par l'intercession du bienheureux Jean-Paul Ier.